# Nielba
Nielba – rzeka w Polsce, lewostronny dopływ Wełny o długości 30,76 km.
Rzeka płynie w województwie wielkopolskim, w powiecie wągrowieckim. Przepływa przez Jezioro Rgielskie, Bracholińskie, Rgielsko i Wągrowiec, po czym wpada do Wełny, z którą się wcześniej krzyżuje.
Od nazwy rzeki pochodzi miejscowy wągrowiecki klub sportowy Nielba Wągrowiec.